# Strategia di logoramento
La strategia di logoramento (indicata anche come "guerra di logoramento") è una strategia che mira a consumare le risorse materiali nonché il morale del nemico per obbligarlo alla trattativa oppure per strappargli l'iniziativa. La guerra di logoramento viene combattuta fra eserciti non in grado di prevalere l'uno sull'altro attraverso scontri decisivi, oppure da un esercito in forte minoranza, di numero o di risorse, contro un nemico più potente. Viene spesso contrapposta ad altre forme di guerra ed in particolare alla Guerra di annientamento, il cui scopo è appunto di distruggere le forze nemiche. Questa forma di guerra può essere scelta quando le circostanze non sono favorevoli alla guerra di annientamento.

## Episodi storici

### La seconda guerra punica
Roma e Cartagine erano città inespugnabili, divise dal mare, caratterizzate da territori sfavorevoli (desertico quello nordafricano, montuoso e stretto quello italiano) e le cui province erano governate da sudditi o alleati che potevano facilmente cambiare schieramento: queste condizioni rendevano facile una guerra di logoramento evitando costose e pericolose invasioni dirette dagli esiti incerti. In particolare, Annibale evitò sempre lo scontro diretto con la città di Roma (nonostante le sue numerose vittorie sulla penisola italica), preferendo far rivoltare contro Roma le città alleate e screditandone la potenza. Anche i Romani seguirono questa strategia, con Quinto Fabio Massimo soprannominato Temporeggiatore (Cunctator).

### La campagna di Russia di Carlo di Svezia
Nel corso della Grande guerra nordica, il re svedese Carlo XII invase la Russia nel 1708, sconfiggendo lo zar Pietro il Grande nella battaglia di Golovčin (luglio 1708). In grande crisi, a Pietro viene in aiuto il consiglio della moglie, che lo spinse ad attuare una tattica di logoramento contro gli svedesi, troppo forti sul piano tattico per poter essere affrontati in campo aperto. Così nella seguente battaglia di Lesnaja Carlo subì gravi perdite, perdendo una colonna di rinforzi svedesi proveniente da Riga. Privato del loro aiuto Carlo dovette rinunciare a marciare su Mosca.
Non accettando l'idea di ritirarsi in Polonia o di tornare in Svezia, Carlo si volse a sud, invadendo l'Ucraina. Abilmente Pietro si ritirò rinunciando allo scontro diretto e facendo terra bruciata di tutto ciò che sarebbe potuto servire agli svedesi. Coi rifornimenti tagliati e privati di ogni sostegno sul terreno, gli scandinavi si trovarono ben presto a dover affrontare il terribile inverno russo, che ne decimò i ranghi assieme alle incursioni della cavalleria russa.
Nell'estate del 1709 l'esercito svedese ormai esausto venne finalmente affrontato dai russi nella battaglia di Poltava (27 giugno 1709), dove fu sbaragliato.

### La seconda guerra Anglo-Boera
La disparità di forze fra le repubbliche boere e l'Impero britannico non lasciava molte speranze agli afrikaans, che dopo la perdita delle due capitali decisero di continuare la guerra con una guerriglia di logoramento. I britannici furono obbligati a frazionare dispendiosamente le loro forze per presidiare il territorio, ma non riuscirono ad aver ragione dei kommandoes boeri fin quando non applicarono una tattica di spietata rappresaglia sulle popolazioni civili, che furono internate nei campi di concentramento come ostaggi. Solo a quel punto i guerriglieri boeri - colpiti nelle loro famiglie e nei loro beni - furono obbligati a cedere dopo un anno e mezzo di guerra d'attrito.

### La prima guerra mondiale

Una trincea

In seguito alla battaglia della Marna la guerra di movimento si arenò e i fronti si stabilizzarono - soprattutto in Occidente e poi in Italia e nei Balcani trasformando il conflitto in una Guerra di posizione. I generali e capi di stato, consci della natura delle armi a disposizione dei soldati (fucili, mitragliatrici e cannoni) che impossibilitavano grandi offensive, cercavano di indebolire l'esercito nemico dall'interno, sia tatticamente - fidando in massicci attacchi preceduti da spaventosi bombardamenti anche di più giorni consecutivi - sia strategicamente, bloccando il commercio di materie prime ed impedendo alle fabbriche di produrre munizioni. In questo modo, l'esercito logorato diventava molto più vulnerabile a grandi invasioni in campo aperto.
Questa maniera di condurre la guerra - detta tatticamente "delle spallate" in Italia e strategicamente identificata come Materialschlacht in tedesco ("guerra di materiali") - rendeva essenzialmente la guerra una questione di consumo di uomini e materiali. Solo l'introduzione di tattiche di infiltrazione da parte prima dei russi, poi, più perfezionatamente, dei tedeschi, consentì il ritorno ad una guerra manovrata e alla possibilità di rendere decisive le battaglie. Infatti, sebbene gli alti comandi tedeschi avessero già compreso la nuova natura della Grande Guerra sui fronti occidentali, come guerra di logoramento - e coscientemente ne fecero uso durante la Battaglia di Verdun - gli Alleati dell'Intesa, invece, continuarono a perseguire la strategia delle grandi battaglie risolutive, concependo il logoramento solo a livello tattico.
La strategia di logoramento venne invece deliberatamente usata da Armando Diaz sul fronte italiano respingendo più volte le pressioni alleate per un'offensiva sul Piave, fin quando non giunse il momento giusto per colpire l'esercito Imperiale-e-Regio, provato dall'insuccesso della Battaglia del solstizio e dalla successiva consunzione causata da fame, malattie e diserzioni
Già dal 1939, nella seconda guerra mondiale, la forza dei carri armati e degli aerei da guerra che permetteva impressionanti invasioni in breve tempo, rese inutile qualsiasi tentativo di guerra di logoramento.

### La guerra del Vietnam
Nella guerra del Vietnam le cose furono abbastanza differenti, tranne alcuni casi come l'assedio di khe Sanh oppure la conquista della collina 937 in cui rispettivamente i soldati vietnamiti a Khe Sanh e i soldati statunitensi alla collina 937 combatterono e tennero i soldati nemici sotto assedio, combattendo una guerra di logoramento

### Le moderne "guerre asimmetriche"
Le guerre asimmetriche, come dice la parola stessa sono guerre disuguali in cui i due eserciti hanno armamentario diverso come ad esempio succede nelle guerre civili. Questo è successo durante il 1848 quando i patrioti italiani nelle diverse città d'Italia combatterono contro le truppe austriache, infatti esse vinsero le battaglie grazie ad un'astuta tattica e strategia di logoramento dei nemici.

### Altri esempi
- Tattiche scitiche (durante la campagna scitica europea di Dario I del 513 a.C.) in ritirata nelle steppe profonde, per evitare uno scontro diretto con l'esercito di Dario I, mentre rovinava pozzi e pascoli[6].
- Gli ateniesi, che erano più deboli nella guerra terrestre durante la guerra del Peloponneso, usarono la guerra di logoramento impiegando la loro marina[7]
- Le tattiche "temporeggianti" di Quinto Fabio Massimo Verrucoso (soprannominato "Cunctator", "Temporeggiatore") contro Annibale Barca durante la Seconda guerra punica.
- Battaglia di Azio del 31 a.C. durante le guerre civili romane
- La resistenza ungherese contro i mongoli 1241-1242
- Il regno di Dai Viet (ora noto come Vietnam), tre repulsioni di Kublai Khan (il nipote di Gengis Khan e l'ultimo Khan dell'Impero mongolo) nel 1258, 1285 e 1288
- L'assedio di Malta del 1565 attuato dall'Impero Ottomano contro i cavalieri Ospitalieri di San Giovanni.
- La strategia americana durante la guerra d'indipendenza americana
- L'ultima parte della guerra civile americana, in particolare l'assedio di Vicksburg, la campagna terrestre e l'assedio di Petersburg
- L'invasione francese della Russia da parte di Napoleone Bonaparte nel 1812
- La guerra civile spagnola (1936-1939)
- Battaglie nell'Atlantico e nel Pacifico durante la seconda guerra mondiale
- La battaglia aerea per la Gran Bretagna nella seconda guerra mondiale dopo il bombardamento di Londra
- Battaglie statiche nella seconda guerra mondiale, inclusa la difesa urbana sovietica durante la battaglia di Stalingrado
- Battaglia di Rzhev (1942–1943)
- Gli ultimi due anni della guerra di Corea
- La "lunga guerra" durante la campagna armata dell'IRA contro l'esercito britannico durante il conflitto nordirlandese
- La guerra d'attrito arabo-israeliana dal 1967 al 1970
- La guerra sovietico-afgana
- Le fasi successive della guerra Iran-Iraq
- La guerra in Afghanistan (dal 2001 al 2021)
- La guerra civile dello Sri Lanka dopo il 2005
- La prima guerra civile in Libia del 2011 è senza dubbio un esempio di guerra di logoramento[8]
- La guerra civile siriana[9] (2011–presente), e in particolare la Battaglia di Aleppo.